# Union pour la reconstruction du Congo
 (mars 2013).
Si vous disposez d'ouvrages ou d'articles de référence ou si vous connaissez des sites web de qualité traitant du thème abordé ici, merci de compléter l'article en donnant les références utiles à sa vérifiabilité et en les liant à la section « Notes et références ».
L’Union pour la reconstruction du Congo est un parti libéral de la République démocratique du Congo. Il a été créé par Oscar Kashala. Le parti est membre du Réseau libéral africain.
Oscar Kashala est son candidat pour l'élection présidentielle congolaise de 2006. Près de 180 candidats se sont présentés aux élections législatives congolaises de 2006.